# 37646 Falconscott
37646 Falconscott este o planetă minoră (asteroid) din centura de asteroizi. A fost descoperită pe 8 februarie 1994 la Observatorul La Silla de Eric Walter Elst. 
Obiectul prezintă o orbită caracterizată de o semiaxă mare de 2,4864437 UAi, o excentricitate de 0,23, o înclinație de 10,21028 ° în raport cu ecliptica.